# Bardwell Park, New South Wales
Bardwell Park este o suburbie în Sydney, Australia.